# Blåsvart knopplav
Blåsvart knopplav (Biatora ocelliformis) är en lavart som först beskrevs av William Nylander och fick sitt nu gällande namn av Johann Franz Xaver Arnold. 
Blåsvart knopplav ingår i släktet Biatora och familjen Ramalinaceae.  Arten är reproducerande i Sverige. Inga underarter finns listade i Catalogue of Life.